# Терещенко Петро Пилипович
Петро Пилипович Терещенко (16 жовтня 1905, село Плетений Ташлик Єлизаветградського повіту Херсонської губернії, тепер Новоукраїнського району Кіровоградської області — ?) — молдавський радянський державний і комуністичний діяч, журналіст, секретар ЦК КП(б) Молдавії, редактор газети «Молдова сочіалісте». Депутат Верховної Ради Молдавської РСР 1-го скликання.

## Життєпис
Народився в селянській родині. До 1924 року працював у сільському господарстві батьків.
З 1924 року — працівник контори «Хлібопродукт», заступник голови правління сільськогосподарського товариства.
Навчався в Комуністичному університеті національних меншин Заходу імені Мархлевського.
Член ВКП(б) з 1927 року.
Працював завідувачем відділу пропаганди та агітації Красноокнянського районного комітету КП(б) України.
Закінчив Комуністичний університет імені Артема в Харкові.
Після закінчення інституту працював редактором котовської районної газети в Молдавській АРСР.
У 1940—1941 роках — завідувач відділу пропаганди та агітації, редактор газети «Молдова сочіалісте».
З серпня 1941 року — в Червоній армії, учасник німецько-радянської війни. У 1941—1942 роках —  редактор газети «За Радянську Молдавію!».
У 1942—1944 роках — редактор газети «Молдова сочіалісте».
У 1944 році — в. о. секретаря Президії Верховної ради Молдавської РСР.
У 1944—1946 роках — голова виконавчого комітету Оргіївської повітової ради депутатів трудящих Молдавської РСР.
У 1946—1947 роках — секретар Оргіївського повітового комітету КП(б) Молдавії.
У 1947—1949 роках — редактор газети «Молдова сочіалісте».
9 лютого 1949 — 19 вересня 1951 року — секретар ЦК КП(б) Молдавії.
У 1951—1952 роках — заступник міністра сільського господарства Молдавської РСР з будівництва.
У 1952—1953 роках — заступник голови виконавчого комітету Кишинівської окружної ради депутатів трудящих.
У 1953—1956 роках — начальник Головного управління видавництв та поліграфічної промисловості Міністерства культури Молдавської РСР; заступник редактора газети «Церанул Советік» («Радянський селянин»).
Подальша доля невідома.

## Звання
- майор

## Нагороди
- орден Леніна
- медаль «За оборону Ленінграда»
- медаль «За перемогу над Німеччиною у Великій Вітчизняній війні 1941—1945 рр.» (1945)
- медалі